# 回春實驗
〈回春實驗〉（英語：The Lazarus Experiment）是英国科幻电视剧《神秘博士》的系列3第6集，2007年4月7日在BBC One首播。大衛·田納特飾演博士，弗莉瑪·阿吉曼飾演瑪莎·瓊斯，馬克·加蒂斯飾演拉索魯斯教授，是該劇少數參與演出的編劇之一。在這一集中，李察·拉索魯斯教授展示了一項技術，利用轉化機器將自已返老還童，但這也讓DNA產生變化，拉索魯斯教授無法控制自己變成可怕的怪物且吸食他人的生命力。
根據BARB的數據，這一集有719萬觀眾收看，是當周英國電視上第十二大最受歡迎的節目。執行製片人羅素·T·戴維斯表示，指示編劇斯蒂芬·格林霍恩將這一集建立在典型的漫威漫畫情節的基礎上：「優秀的瘋狂科學家，實驗出了問題，並讓離譜的超級惡棍逍遙法外。」

## 劇情
當博士將瑪莎送回她在倫敦的家後，正要告辭離開前瑪莎妹妹蒂希打電話來要她看電視，蒂希的老闆拉索魯斯教授於新聞中表示在晚上的發表會裡他將改變人類，這段話勾起了博士濃厚的好奇，因此決定留下，和瑪莎一起參加晚宴。晚宴上，博士遇見瑪莎的母親、弟弟，卻被她們問得啞口無言，因為博士沒法在常人面前說清楚自己來歷與工作，使瑪莎的母親對博士和瑪莎的關係大感不信任。隨後拉索魯斯教授在發表會中親自參與自己的實驗，進入了返老還童機，但人類根本沒法掌握這種太過先進的科技，正當教授將死在機器裡時，博士奔至控制台旁操控，並用音速起子修正返老還童機的不足處，76歲的拉索魯斯教授安然步出機器，並且神奇地恢復年輕時的樣貌。
正當拉索魯斯教授自認即將改寫歷史，並企圖將返老還童機用於商業時，博士卻認為大難臨頭，和瑪莎私下對機器構造展開調查，果真驚覺拉索魯斯教授的基因受強行扭轉而變得極不穩定。同時，回春後的教授也在合作夥伴面前變成怪物，活生生吸食活人，幸虧博士及時挺身對抗突變的拉索魯斯；在瑪莎和蒂希的幫助下，博士利用教堂的管風琴調至最高音量，將拉索魯斯從萨瑟克座堂樓頂跌落而亡。
事後，博士邀請瑪莎再去一次旅行。她拒絕，稱不想僅僅作為一名乘客和他一起旅行。博士認可她對自己來說不止於此，於是兩人一起開心地搭TARDIS離開。然而瑪莎的媽媽法蘭辛也讓首相候選人哈洛·塞克森部下的唆使，配合政府調查瑪莎和博士。

### 前後連接
法蘭辛受配合哈洛·塞克森的手下對博士展開調查，後在本系列12集〈鼓聲〉證實塞克森正是博士宿敵法師的化身。拉索魯斯教授回春實驗的背後贊助者便是塞克森，在〈鼓聲〉裡，法師用上了本集的返老還童的技術。

## 資料來源
1. ↑  . Outpost Gallifrey News Page. Source: BARB. 2007-05-17  [2007-06-03]. （原始内容存档于2007-09-30）.
2. ↑  . Radio Times.   [2007-07-29]. （原始内容存档于2007-08-11）.

## 外部連結
- "The Lazarus Experiment" 在 BBC《異世奇人》的主頁
- "Tonight, I'm going to perform a miracle" – episode trailer
- 互联网电影数据库上回春實驗的资料（英文）